# De Pas, D'Urbino, Lomazzi

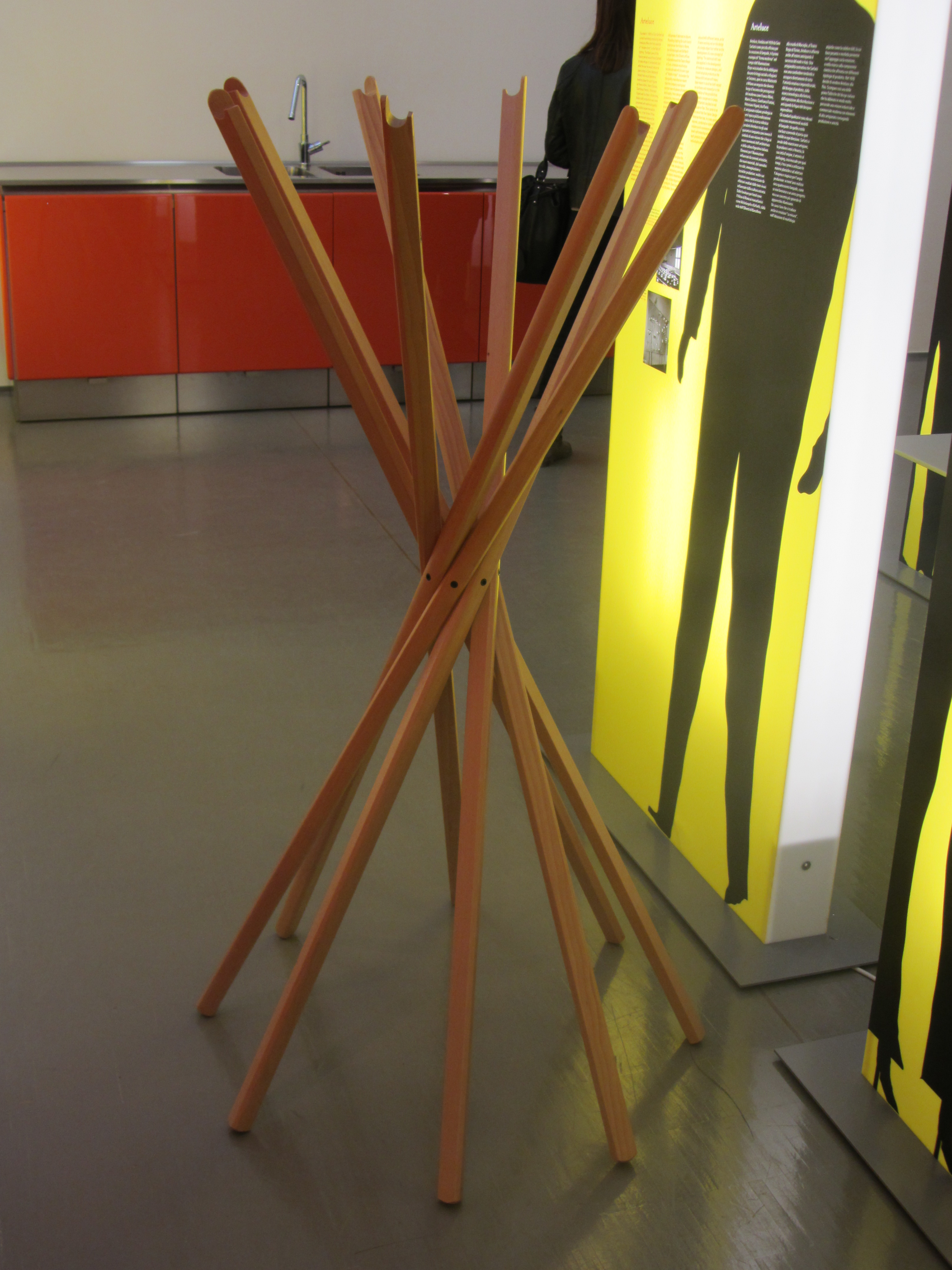
L'appendiabiti Sciangai al Triennale Design Museum durante la mostra "Le fabbriche dei sogni" 2011.

Jonathan De Pas, Donato D'Urbino, Paolo Lomazzi sono tre designer italiani che, riuniti sotto la sigla DDL operano dal 1966 nel settore del disegno industriale.
Dopo la morte di Jonathan de Pas (1932-1991), lo studio di progettazione DDL - De Pas, D'Urbino, Lomazzi con sede a Milano è diventato Studio D'Urbino Lomazzi.
Si tratta di una personalità professionale a tre voci di grande rilevanza per il design italiano; i tre designer hanno collaborato con le più grandi aziende del settore dell'arredamento, e nel 1979 hanno ricevuto il prestigioso premio Compasso d'oro per il progetto Sciangai realizzato per Zanotta nel 1973.

## Contesto
Oltre che al disegno industriale i tre designer si dedicano nel corso della loro vita professionale anche a progetti di architettura, allestimenti, interni e urbanistica; ma si affermano prevalentemente per il loro stile anticonvenzionale di tendenza, un paradosso pop degli anni sessanta, che applicavano agli oggetti d'arredo. Di grande rilevanza è comunque l'attività svolta come, allestitori e architetti per l'Esposizione mondiale di Osaka del 1970 dove realizzano per il padiglione italiano una serie di edifici abitativi pneumatici. Nel campo dell'arredamento le loro opere più famose sono la poltrona gonfiabile Blow per Zanotta, la seduta a due posti Joe per Poltronova a forma di guanto da baseball (un omaggio al giocatore di baseball statunitense Joe di Maggio, morto nel 1999). Realizzano nel 1971 anche una libreria modulare componibile per Longato chiamata Brick e l'appendiabiti Sciangai, sempre per Zanotta, che ha ricevuto il premio Compasso d'Oro nel 1979. Tra i lavori più recenti, la collezione di tavolini il Paese delle Meraviglie per Tonelli Design, innovativa perché realizzata con una miscela di frammenti di vetro.
Nel 1972, sono stati invitati insieme alle più rappresentative figure del design italiano di quel periodo alla Italy: the New Domestic Landscape: mostra dedicata all'Italian style, che caratterizzava il design made in Italy e si contrapponeva all'International style, organizzata dal MoMA di New York. Le loro opere sono presenti in mostre e musei di tutto il mondo, dal Triennale Design Museum di Milano al MoMA di New York, passando per il Victoria and Albert Museum di Londra ed il Centre Pompidou di Parigi.